# Jerzy Koźlicki
Jerzy Kazimierz Koźlicki (ur. 24 kwietnia 1909 w Warszawie, zm. wiosną 1940 w Charkowie) – polski lekkoatleta, sprinter, zawodnik AZS Warszawa i reprezentant Polski, podporucznik piechoty rezerwy Wojska Polskiego, ofiara zbrodni katyńskiej.

## Życiorys
Przyszedł na świat 24 kwietnia 1909 w Warszawie jako syn Jana i Marii z Zajączków. Ukończył Gimnazjum im. Adama Mickiewicza w Warszawie i Szkołę Podchorążych Rezerwy Piechoty (1933). Przydzielony do 76 pułku piechoty. Na stopień podporucznika został mianowany ze starszeństwem z 1 stycznia 1935 i 1277. lokatą w korpusie oficerów rezerwy piechoty.
Studiował najpierw na Uniwersytecie Warszawskim i w Wyższej Szkole Handlowej w tym samym mieście. Został członkiem AZS Warszawa. W latach 1933–1939 należał do czołówki polskich sprinterów. Pięć razy zdobywał tytuł mistrza Polski w biegach sztafetowych: sztafeta 4 × 100 metrów w latach 1932, 1933 i 1934 oraz sztafeta 4 × 400 metrów w latach 1937 i 1938. Reprezentował Polskę w meczach międzynarodowych w latach 1931, 1932, 1933, 1934 i 1935.

W kampanii wrześniowej 1939 walczył jako adiutant w 2 pułku piechoty Obszaru Warownego Grodno. Po agresji ZSRR na Polskę w nieznanych okolicznościach wzięty do niewoli sowieckiej i przewieziony do obozu w Starobielsku. Wiosną 1940 został zamordowany przez funkcjonariuszy NKWD w Charkowie i pogrzebany potajemnie w bezimiennej mogile zbiorowej w Piatichatkach, gdzie od 17 czerwca 2000 mieści się oficjalnie Cmentarz Ofiar Totalitaryzmu w Charkowie. Figuruje na Liście Starobielskiej NKWD, pod poz. 1811.
5 października 2007 minister obrony narodowej Aleksander Szczygło mianował go pośmiertnie na stopień porucznika. Awans został ogłoszony 10 listopada 2007 w Warszawie, w trakcie uroczystości „Katyń Pamiętamy – Uczcijmy Pamięć Bohaterów”.